# هانكوك (نيويورك)
هانكوك (بالإنجليزية: Hancock, New York)‏ هي بلدة أمريكية تقع في الولايات المتحدة في مقاطعة ديلاوير. يقدر عدد سكانها بـ 3,224 نسمة ومساحتها 419.1 كم2 وترتفع عن سطح البحر 281 متر.